# Championnat de Tanzanie de football 2020-2021
Navigation
Saison précédente Saison suivante
La saison 2020-2021 du Championnat de Tanzanie de football est la cinquante-septième édition de la Ligi Kuu Bara, le championnat de première division en Tanzanie. Les dix-huit meilleures équipes du pays sont regroupées au sein d’une poule unique où elles s’affrontent deux fois au cours de la saison, à domicile et à l’extérieur. En fin de saison, les trois derniers du classement sont relégués et remplacés par les trois meilleurs clubs de deuxième division.
Le club de Simba SC, tenant du titre, conserve son trophée alors qu'il reste encore deux matchs à disputer.

## Qualifications continentales
La Tanzanie obtenant pour la prochaine saison deux places en Ligue des Champions et deux places en Coupe de la confédération, c'est le champion et le vice-champion de Tanzanie qui se qualifient pour la Ligue des champions de la CAF 2021-2022, tandis que le troisième et le vainqueur de la Coupe de Tanzanie obtiennent un billet pour la Coupe de la confédération 2021-2022.

## Les clubs participants
- Azam FC
- Young Africans FC
- Mbeya City Council FC
- Simba SC
- Kagera Sugar FC
- Ruvu Shooting
- Mtibwa Sugar
- Singida United
- Ihefu FC  - Promu de D2
- Prisons SC
- Dodoma Jiji FC - Promu de D2
- Ndanda FC
- JKT Tanzanie
- Mwadui FC
- Coastal Union
- Kinondoni Municipal Council
- Gwambina FC - Promu de D2
- Polisi Tanzania FC
- Biashara United
- Namungo FC

## Compétition
Le barème utilisé pour établir le classement est le suivant :
- Victoire : 3 points
- Match nul : 1 point
- Défaite : 0 point

### Classement
| Rang | Équipe                      | Pts | J  | G  | N  | P  | Bp | Bc | Diff |
| ---- | --------------------------- | --- | -- | -- | -- | -- | -- | -- | ---- |
| 1    | Simba SCT C                 | 83  | 34 | 26 | 5  | 3  | 78 | 14 | +64  |
| 2    | Young Africans FC           | 74  | 34 | 21 | 11 | 2  | 52 | 21 | +31  |
| 3    | Azam FC                     | 68  | 34 | 19 | 11 | 4  | 50 | 22 | +28  |
| 4    | Biashara United             | 50  | 34 | 13 | 11 | 10 | 28 | 32 | -4   |
| 5    | Kinondoni Municipal Council | 48  | 34 | 13 | 9  | 12 | 39 | 27 | +12  |
| 6    | Polisi Tanzania FC          | 45  | 34 | 10 | 15 | 9  | 29 | 27 | +2   |
| 7    | Prisons SC                  | 44  | 34 | 10 | 14 | 10 | 25 | 25 | 0    |
| 8    | Dodoma Jiji FC P            | 44  | 34 | 11 | 11 | 12 | 28 | 31 | -3   |
| 9    | Namungo FC                  | 43  | 34 | 10 | 13 | 11 | 24 | 31 | -7   |
| 10   | Mbeya City Council FC       | 42  | 34 | 10 | 12 | 12 | 30 | 33 | -3   |
| 11   | Ruvu Shooting               | 41  | 34 | 11 | 8  | 15 | 34 | 38 | -4   |
| 12   | Kagera Sugar FC             | 40  | 34 | 10 | 10 | 14 | 34 | 38 | -4   |
| 13   | Coastal Union               | 40  | 34 | 10 | 10 | 14 | 29 | 46 | -17  |
| 14   | Mtibwa Sugar                | 39  | 34 | 10 | 9  | 15 | 21 | 31 | -10  |
| 15   | JKT Tanzanie                | 39  | 34 | 11 | 6  | 17 | 34 | 47 | -13  |
| 16   | Gwambina FC P               | 35  | 34 | 8  | 11 | 15 | 29 | 37 | -8   |
| 17   | Ihefu FC P                  | 35  | 34 | 9  | 8  | 17 | 22 | 41 | -19  |
| 18   | Mwadui FC                   | 19  | 34 | 5  | 4  | 25 | 24 | 69 | -45  |

|  | Qualification pour la Ligue des champions de la CAF 2021-2022 |
|  | Qualification pour la Coupe de la confédération 2021-2022     |
|  | Barrages de relégation                                        |
|  | Relégation en deuxième division                               |
|  | T : Tenant du titre C : Coupe de Tanzanie P : Promu de D2     |

- Young Africans FC étant le finaliste de la Coupe de Tanzanie, la place en Coupe de la confédération est allouée au 4e du championnat.
- Dans les barrages, Coastal Union gagne contre Pampa SC (2-2, 3-1) et reste en première division, tout comme Mtibwa Sugar qui bat Transit Camp FC (4-1, 0-1)[2].

## Bilan de la saison
| Championnat de Tanzanie de football 2020-2021 |                      |
| Champion                                      | Simba SC (22e titre) |
| Coupes et trophées                            |                      |
| Vainqueur de la Coupe de Tanzanie 2020-2021   | Simba SC             |
| Qualifications continentales                  |                      |
| Ligue des champions de la CAF 2021-2022       | Simba SC             |
| Ligue des champions de la CAF 2021-2022       | Young Africans FC    |
| Coupe de la confédération 2021-2022           | Azam FC              |
| Coupe de la confédération 2021-2022           | Biashara United      |
| Promotions et relégations                     |                      |
| Promus en Première division                   | Mbeya Kwanza FC      |
| Promus en Première division                   | Geita Gold FC        |
| Relégués en Deuxième division                 | JKT Tanzanie         |
| Relégués en Deuxième division                 | Gwambina FC          |
| Relégués en Deuxième division                 | Ihefu FC             |
| Relégués en Deuxième division                 | Mwadui FC            |